# Ditirambi di Dioniso e Poesie Postume
Ditirambi di Dioniso e Poesie postume è il titolo di una raccolta di componimenti poetici del filosofo tedesco Friedrich Nietzsche pubblicata da Adelphi nel volume VI, tomo IV della collana "Opere di Friedrich Nietzsche". 
I Ditirambi di Dioniso sono l'ultima opera che Nietzsche scrisse e lasciò pronta per la stampa, alle soglie della pazzia.
Nei suoi quaderni e taccuini dopo la pubblicazione di Idilli di Messina e di La gaia scienza fino a Ditirambi di Dioniso, cioè dall’autunno del 1882 fino al gennaio del 1889, si trovano altri numerosi tentativi poetici, taluni elaborati fino in fondo, altri invece rimasti a uno stadio più o meno frammentario.